# Ladan (Chernígov)
Ladan (ucraniano: Ла́дан) es un sélyshche de Ucrania perteneciente al raión de Pryluky de la óblast de Chernígov.
En 2022, la localidad tenía una población de 5671 habitantes. Es sede de un municipio que incluye como pedanías seis localidades rurales, sumando la población municipal unos ocho mil quinientos habitantes. El municipio se formó en 2020 mediante la fusión del hasta entonces ayuntamiento urbano de Ladan (que incluía como pedanía a Pódyshche) con los vecinos consejos rurales de Ívkivtsi (que incluía como pedanía a Holubivka) y Krasliany (que incluía como pedanías a Lysky y Rybtsí).
Se ubica unos 10 km al sureste de la capital distrital Pryluky, sobre la carretera T2530 que lleva a Varva. Por el asentamiento fluye el río Ladanka.

## Historia
Fue fundado en 1603 como un monasterio ortodoxo, en torno al cual se desarrolló el pueblo como dependencia feudal monástica. A principios del siglo XX tenía ya más de dos mil habitantes, y desde su origen y hasta la Revolución rusa fue conocido con el topónimo "Ladyn" (Ла́дин). Debido a la fama que llegó a alcanzar el monasterio, que recibía casi diez mil peregrinos anuales, la RSS de Ucrania ordenó su clausura en 1928 y reutilizó sus instalaciones como un taller de trabajo para niños sin hogar y delincuentes juveniles. Este taller evolucionó con el tiempo a una fábrica de equipos contra incendios, que llegó a exportar a más de treinta países. Adoptó el estatus de asentamiento de tipo urbano en 1938. Tras la disolución de la Unión Soviética se cerraron las instalaciones por la baja productividad económica, por lo que desde 2003 se está reconstruyendo el antiguo monasterio.